# Doktor zubního lékařství

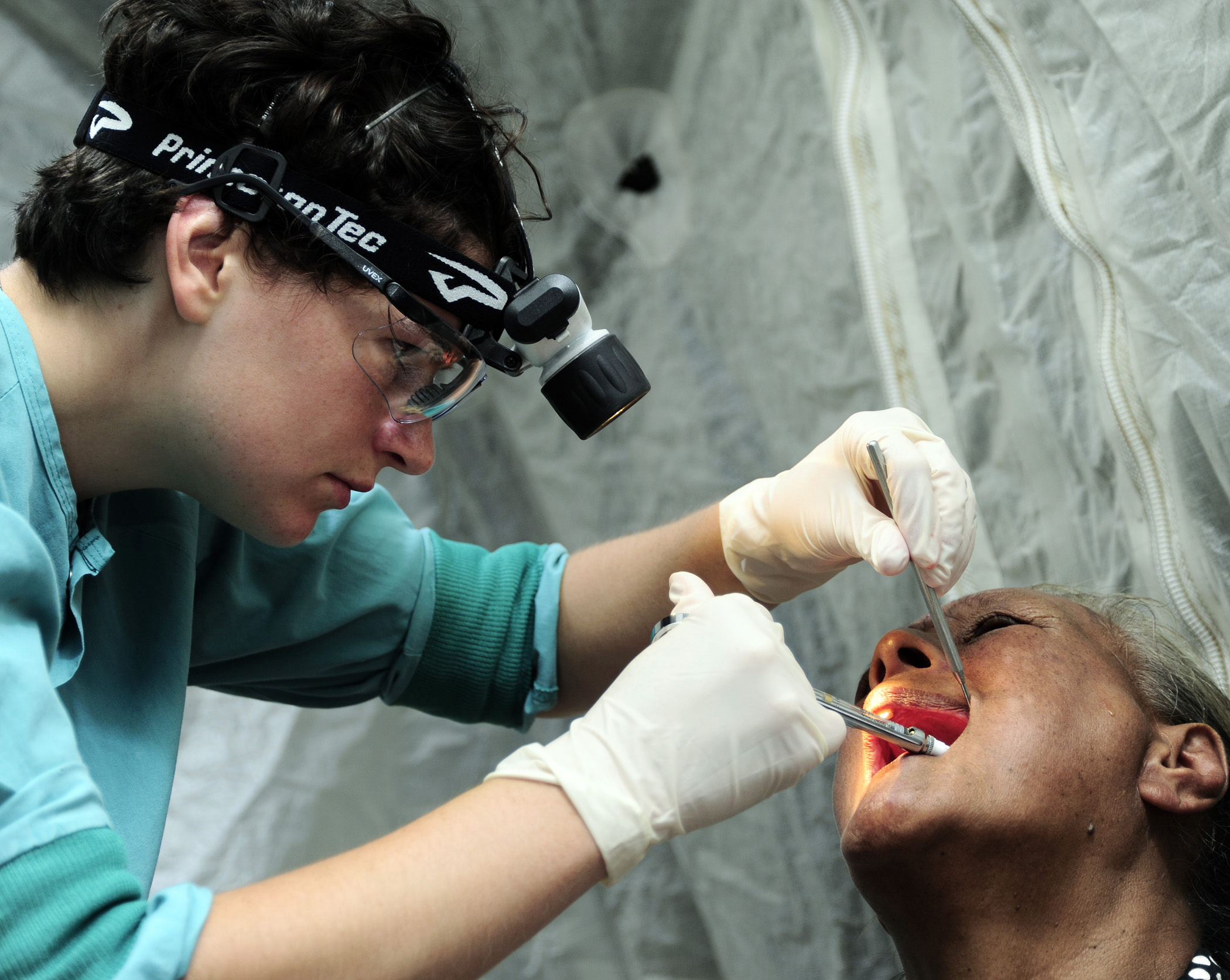
Australský zubní lékař aplikuje anestetikum před extrakcí zubu pacientky.

Doktor zubního lékařství (z lat. medicinae dentium doctor, zkratka MDDr. psaná před jménem) je akademický titul udělovaný absolventům vysoké školy v magisterském studijním programu v oblasti zubního lékařství. V Česku je tento titul udělován po pětiletém studiu oboru zubní lékařství na lékařské fakultě a po ukončení studia příslušnou státní rigorózní zkouškou. V mnoha státech je získání ekvivalentního titulu nezbytnou podmínkou k umožnění vykonávání povolání zubního lékaře. Jedná se o tzv. profesní doktorát, tedy o titul spjatý s výkonem konkrétní profese, přičemž dosažený stupeň vzdělání dle ISCED je 7 (master's degree, magisterská kvalifikace).
Podle českého zákona o vysokých školách je v současnosti slovním vyjádřením zkratky titulu MDDr. „doktor zubního lékařství“, jde o „obligatorní“ doktorát (blíže: malý doktorát), tedy jedná se o řádné zakončení studia rigorózní zkouškou (rigo), nikoli o dodatečnou zkoušku. Dříve (do roku 2004) se místo toho i pro zubaře užívalo titulu „doktor medicíny“ (ve zkratce MUDr.), přičemž změna proběhla v důsledku harmonizace výuky s EU a vnáší do studia více speciálních praktických prvků v souladu s evropskými standardy. V západních zemích je absolventům oboru zubního lékařství udělován titul ve zkratce MDD. (Doctor of Dental Medicine).
Zpravidla se jedná o celistvé prezenční (ne 6leté) magisterské studium na univerzitě (tedy nikoliv rozdělené na bakalářský a na navazující magisterský studijní program) zubního lékařství a řádně se ukončuje rigorózní zkouškou (součástí není povinná obhajoba rigorózní práce).
Udělování titulu „doktor zubního lékařství“ se v Česku řídí zákonem č. 111/1998 Sb., o vysokých školách, ve znění pozdějších předpisů. Rovněž i úspěšný absolvent stomatologie („doktor zubního lékařství“) má případně možnost i dále studovat v doktorském studijním programu (zpravidla další 3–4 roky studia, dříve „postgraduální studium“) a získat titul „doktor“ (Ph.D. za jménem, 8 v ISCED, doctor's degree, doktorská kvalifikace), tedy tzv. velký doktorát, ten je primárně zaměřen na samostatnou vědeckou činnost (resp. akademickou činnost). Na rozdíl od lékařů, doktorů medicíny (MUDr.), se nemusí zubní lékaři, doktoři zubního lékařství (MDDr.), v současnosti po kratším studiu věnovat několik let atestacím.
V Česku je možné v současnosti doktorát zubního lékařství získat na: 1. LF UK, LF v Plzni UK, LF v Hradci Králové UK, LF MU, LF UP, popř. na VLF UO.

## Zápis
Doktorát zubního lékařství, stejně jako další, jsou platné jak v Česku, tak na Slovensku (díky mezinárodní smlouvě není třeba podstupovat tzv. nostrifikaci). Platí pro ně i stejný zápis – zkratka titulu se píše před jménem a od jména se odděluje mezerou, např. MDDr. Jan Novák. Někdy se zkracuje na „dr.“, popř. na začátku větného celku jako „Dr.“ (např. Na Univerzitě Karlově vystudoval dr. Jan Novák. / Dr. Jan Novák vystudoval na Univerzitě Karlově.)

## Historie
Dříve trvalo studium stomatologie čtyři roky, absolventi, kteří ukončili svá studia v roce 1955 a později, měli pak již studium pětileté. Od roku 1990 šlo o studium šestileté. Po roce 2004 se opět jednalo, resp. jedná, o studium pětileté.

### Do roku 1953
Doktorát lékařství (medicíny), MUDr., byl dříve udílen vedle dalších doktorátů. V letech 1951–1953 promovali stomatologové s akademickým titulem MSDr. (lat. medicinae stomatologicae doctor, „doktor zubní medicíny“).

### Po roce 1953
Po převzetí moci komunisty byla následně roku 1950 přijata nová legislativa, která od roku 1953 zrušila tituly a stavovská označení pro nové absolventy a těm tak byly nově udíleny pouze profesní označení (např. typu promovaný právník a mnohá další). Zubní lékaři tak mezi lety 1954–1966 získávali pouze profesní označení „promovaný zubní lékař“. (Kupř. lékaři tak ve stejném období získávali pouze profesní označení „promovaný lékař“.) V letech 1962–1963 dostali možnost dálkově vystudovat lékařské fakulty zbylí dentisté. Poté začal být udělován obecný titul MUDr., který zároveň roku 1980 nahradil dříve udělené tituly MSDr.

### Po roce 1990
Po sametové revoluci byl novým vysokoškolským zákonem z roku 1990 udílen titul „doktor všeobecné medicíny“ ve zkratce MUDr. Boloňský proces následně sjednocuje evropské vysokoškolské vzdělávání. Nový vysokoškolský zákon, který byl přijat, se pak od roku 1998 opět vrátil k titulu „doktor medicíny“ (MUDr.).
Později v rámci harmonizace studia v evropských zemích byl i v Česku oddělen od titulu lékařů, MUDr., titul zvlášť pro zubní lékaře, ti tak začali od roku 2004 získávat v pětiletém magisterském studijním programu zubní lékařství titul „zubní lékař“ (MDDr.). Roku 2008 byl pak vysokoškolský zákon novelizován a tento titul byl následně změněn na „doktor zubního lékařství“ (MDDr.).  
Doktorský studijní program (do roku 1998 „postgraduální studium“, doctor's degree) je pak dnes spjat s titulem „doktor“ v mezinárodně standardní zkratce Ph.D. (za jménem), která označuje vědce (ekvivalent dřívějšího „kandidát věd“, CSc.).

## Harmonizace výuky s EU
Významná změna v koncepci pregraduální výuky nastala od akademického roku 2003/2004, kdy v rámci harmonizace výuky se státy EU byl zahájen pětiletý studijní program zubní lékařství. Ten se od původního programu stomatologie liší zejména vyšším počtem hodin praktické výuky a vyšším počtem hodin výuky zubního lékařství, zatímco počty hodin výuky ostatních lékařských oborů byly sníženy. Tato zásadní změna byla realizována na všech lékařských fakultách v České republice. Výuka zubního lékařství se tak dostává na úroveň západních států s vyspělou péčí o chrup a okolní tkáně. Změna je doprovázena snadnějším zařazením do praxe (soukromou praxi mohou mít ihned i absolventi).
Změna byla realizována na základě Směrnice Evropského parlamentu a Rady 2001/19/ES, kterou bylo pro všechny státy Evropské unie určeno, jakým způsobem lze výhradně studovat, kde, kdo a jakým způsobem vydává certifikaci a jaké podmínky musí akreditované pracoviště splňovat. Jednotlivé státy si nicméně značně rozdílně určují kritéria pro získání titulu, další vzdělávání a specializace, které budou vydány jen po splnění podmínek platných v tom kterém státě EU. Zároveň směrnice nařizuje vzájemnou uznatelnost vzdělání v zemích EU mezi sebou. Přistoupením České republiky k EU se tato směrnice stala závaznou pro český právní řád a ve vztahu k titulu zubních lékařů byly její podmínky do něj převedeny zákonem č. 121/2004 Sb., který novelizoval zákon o vysokých školách a zavedl titul „zubní lékař“ se zkratkou MDDr. Od 1. července 2008 pak byl nahrazen „doktorem zubního lékařství“, zkratka však zůstala stejná.
Změna v názvu titulu nic nemění na tom, že zubní lékařství je jediným lékařským oborem majícím specializovanou náplň již od počátku studia. Tento fakt dovoluje koncipovat výuku se zaměřením na výkon odborné lékařské praxe již od prvních ročníků. I stavovsky je to zařazuje mezi podobné absolventy universitních vysokých škol po celém světě. Zubní lékařství má ovšem své specializace, např. ortodontista musí počítat s dalšími třemi lety studia, orální a maxilofaciální chirurg s dalšími pěti.